# Showa Denko
Showa Denko K.K. (昭和電工株式会社, Shōwa Denkō Kabushiki-gaisha, сокращённо SDK) — японская химическая компания, образованная в 1939 году путём слияния Nihon Electrical Industries и Showa Fertilizers, обе из которых были основаны японским предпринимателем Нобутэру Мори. SDK производит химическую продукцию и промышленные материалы.
Продукция SDK охватывает широкий спектр областей, начиная от тяжёлой промышленности и заканчивая электроникой и компьютерными отраслями. Компания разделена на пять бизнес-секторов: нефтехимия (олефины, органические вещества, пластиковые изделия), алюминий (алюминиевые банки, листы, слитки, фольга), электроника (полупроводники, керамические материалы, пластины для жёстких дисков), химикаты (промышленные газы, аммиак, агрохимикаты) и неорганические материалы (керамика, графитовые электроды).
У Showa Denko более 180 дочерних компаний и филиалов. Компания ведёт обширные зарубежные операции и имеет совместное предприятие с базирующейся в Нидерландах Montell и Nippon Petrochemicals для производства и сбыта полипропиленов. В марте 2001 года SDK слилась с Showa Denko Aluminum Corporation, чтобы укрепить операции по производству алюминиевых изделий с высокой добавленной стоимостью, и в настоящее время разрабатывает полупроводниковые пластины для оптической связи следующего поколения.
Showa Denko является членом Mizuho keiretsu.
В настоящее время Showa Denko известна как Resonac.

## История
- Декабрь 1908: Компания Sobo Marine Products K.K. была основана основателем Showa Denko (SDK), Нобутэру Мори, для производства и продажи йода в префектуре Тиба. Впоследствии Sobo Marine Products была преобразована в Nihon Iodine K.K.
- Октябрь 1926: Nihon Iodine K.K. была основана.
- Апрель 1928: Showa Fertilizer K.K. (昭和肥料, Shōwa Hiryō) была основана также Нобутэру Мори.
- Апрель 1931: Showa Fertilizers открыла первый в Японии завод по производству сульфата аммония.
- Март 1934: Nihon Iodine K.K. была переименована в Nihon Electrical Industries K.K.
- Июнь 1939: Nihon Electrical Industries и Showa Fertilizers слились, образовав Showa Denko K.K.
- Май 1949: SDK была включена в листинг Токийской фондовой биржи.
- Сентябрь 1951: SDK была удостоена первой премии Деминга.
- 1968: Компания сбросила ртуть в реку Агано, что вызвало массовое отравление ртутью[6].
- Апрель 1969: Петрохимический комплекс Oita начал коммерческую эксплуатацию.
- Март 1977: Завершен второй проект по расширению мощностей по производству этилена на петрохимическом комплексе SDK в Оите.
- Февраль 1986: SDK прекратила производство алюминия на внутреннем рынке.
- Ноябрь 1989: Завершено строительство завода по производству жёстких дисков № 1 в Тибе.
- Январь 1995: Omachi Works получила сертификат ISO 9001.
- Май 1997: Центр производственных технологий получил сертификат ISO 14001.
- Март 2001: SDK объединилась с Showa Aluminum Corporation.
- Сентябрь 2003: Japan Polyolefins Co., Ltd. и Japan Polychem Corporation объединили бизнес по производству полиэтилена и создали новую совместную компанию.
- Июль 2004: Trace Strage Technology Corp. стала консолидированной дочерней компанией.
- Ноябрь 2004: SDK объявила о начале производства мощных синих светодиодов.
- Март 2005: SDK продала акции SDS Biotech K.K. через схему выкупа менеджментом.
- Июль 2005: SDK начала производство первых в мире HD-носителей с технологией перпендикулярной магнитной записи.
- Январь 2006: SDK запустила новый среднесрочный консолидированный бизнес-план «PASSION Project» на период 2006—2008 гг.
- Сентябрь 2006: SDK открыла новый завод по производству алюминиевых цилиндров в Оите.
- Декабрь 2006: SDK открыла новый завод по производству жёстких дисков в Сингапуре.
- Февраль 2007: SDK разработала новую технологию роста кристаллов для светодиодов на основе GaN (голубые/белые светодиоды).
- Сентябрь 2007: SDK открыла второй завод по производству сплавов на основе неодима в Китае.
- Июнь 2008: Showa Tansan Co., Ltd. стала консолидированной дочерней компанией.
- Декабрь 2019: SDK приобрела Hitachi Chemical за 8,8 миллиарда долларов США, чтобы увеличить масштабы бизнеса по производству литий-ионных аккумуляторов и передовых материалов.[7]
- Июнь 2020: Hitachi Chemical была переименована в Showa Denko Materials.
- Январь 2023: Showa Denko K.K. и Showa Denko Materials Co., Ltd. объединились, образовав Resonac.[5]